# Mariotto (Bitonto)
Mariotto è una frazione del comune di Bitonto. È distante 14 km dal capoluogo comunale.

## Descrizione

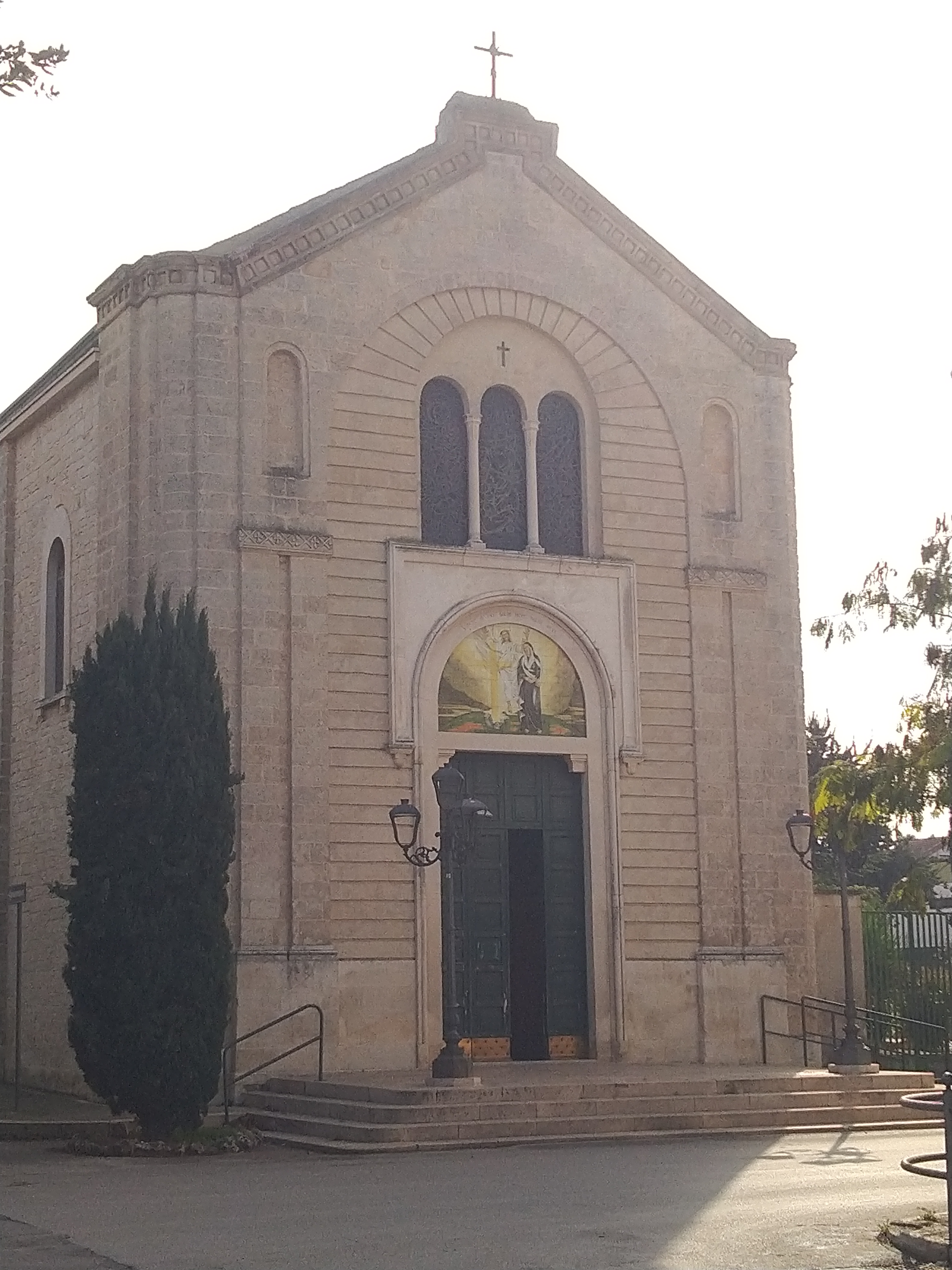
La chiesa dell'Addolorata

Mariotto deve il suo nome a Mariotto Verità, feudatario del territorio nel XV secolo. Nel 1500, a seguito del matrimonio tra Maria Lorita, figlia di Mariotto Verità, e Berardino Gentile di Barletta, il feudo passò in eredità ai Gentile. Mariotto restò feudo dei Gentile fino al 1806, quando con la legge del 2 agosto, emanata da Giuseppe Bonaparte Re di Napoli, che abolì la feudalità, divenne libera proprietà della casata dei Gentile.
L'abitato è situato ai piedi della Murgia barese a circa 240 metri sul livello del mare; proprio il territorio di Mariotto permette al comune di Bitonto di rientrare nell'area del Parco nazionale dell'Alta Murgia.
L'attività prevalente è l'agricoltura (oliveti, vigneti e mandorleti); Mariotto è conosciuta per la qualità del proprio olio extra vergine di oliva e per il proprio vino.
La popolazione è di circa 2 150 abitanti.
La frazione è nota per il numero elevato di tenute e masserie nei dintorni, tipiche di molti centri rurali pugliesi. Dista 4 km da Palombaio e circa 14 km da Bitonto. È inoltre vicina alla piccola località boschiva di Quasano, nel comune di Toritto.

## La crescita della popolazione
La piccola comunità ha avuto un incremento demografico costante nel corso degli ultimi due secoli. Dal 1815-20 al 1850 vi si stanziarono ben 86 nuclei famigliari provenienti per la maggior parte da Terlizzi (il 62%) e da Bitonto (il 19%), ma anche da Ruvo di Puglia, Corato, Andria, Molfetta, Giovinazzo e addirittura da Rose (Cosenza) e Napoli. La presenza numerosa di abitanti provenienti da Terlizzi finì inevitabilmente per caratterizzare e influenzare gli usi, i costumi, le tradizioni di Mariotto e nondimeno lo stesso vernacolo mariottano.
L'incremento demografico fu di tali dimensioni che già nel 1919, dopo nemmeno un secolo, la popolazione raggiunse i 1 500 abitanti ai quali se ne aggiungevano anche altri 4000 nei periodi in cui era più richiesta la manodopera agricola.